# テオドール・アイマー

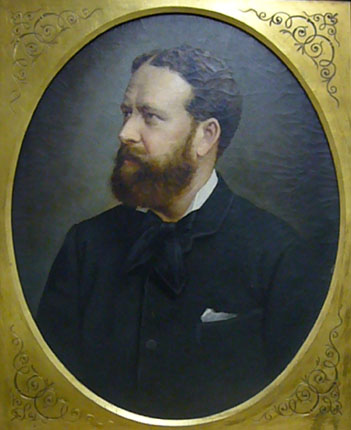
テオドール・アイマー

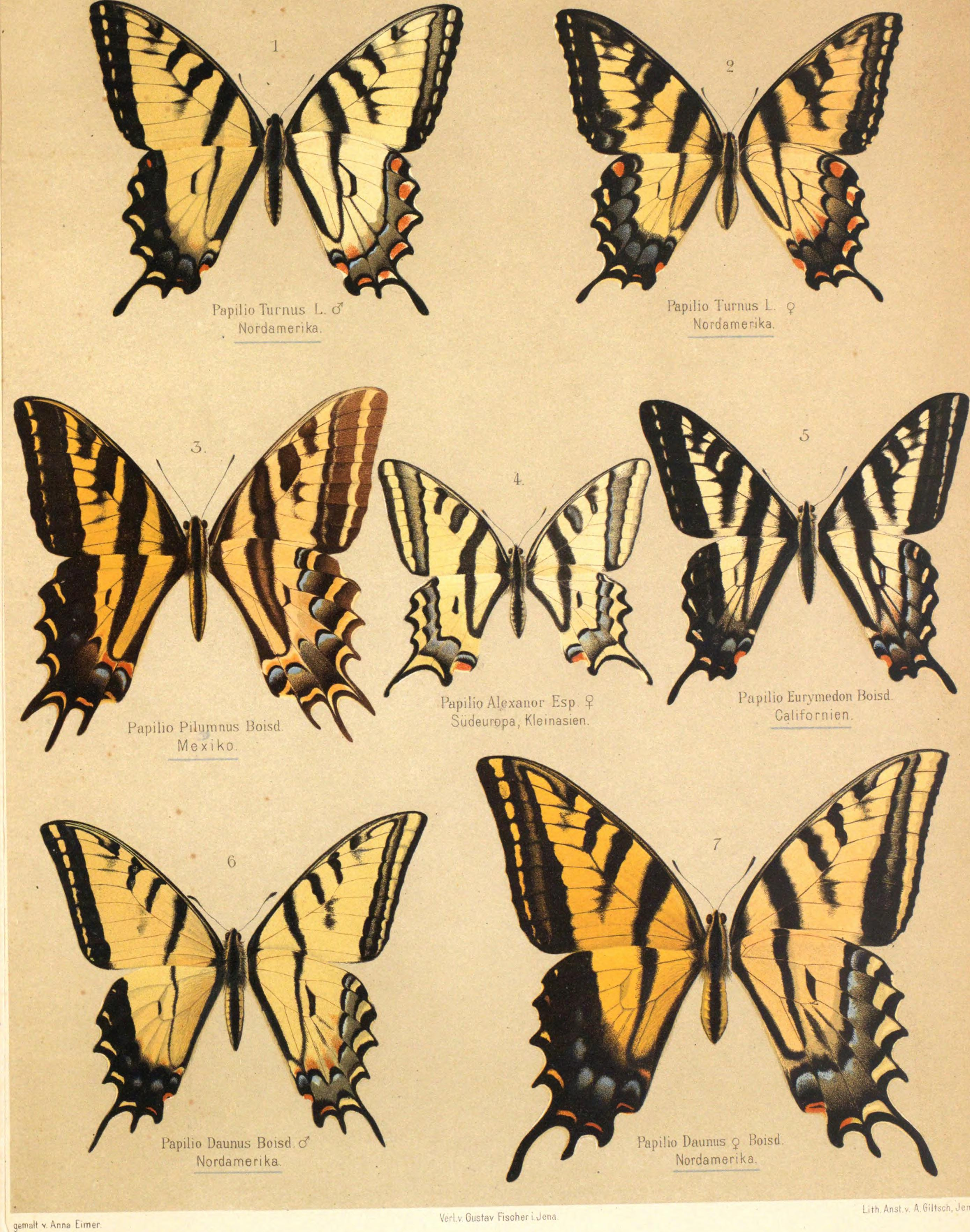
Die Artbildung und Verwandtschaft bei den Schmetterlingen.

グスタフ・ハインリヒ・テオドール・アイマー（Gustav Heinrich Theodor Eimer、1843年2月22日 - 1898年5月29日）は、ドイツの動物学者。

## 生涯
Stäfa生まれ。ヴュルツブルク大学でプロセクターとして若手教員として過ごし、1875年にテュービンゲン大学の動物学と比較解剖学の教授となった。1870年7月18日にアーティストのAnna Lutterothと結婚した。Annaは結婚生活の中で彼の科学出版物を挿絵を描いた。アイマーは変化の方向が制限されるために特定の経路に向けられた進化を説明するために定向進化説(orthogenesis)という用語（元々は1893年にWilhelm Haackeにより導入された）を広めた。彼の理論は1880年代にドイツで人気となったが、1890年に彼の著書Die Entstehung der Arten auf Grund von Vererben erworbener Eigenschaften nach den Gesetzen organischen Waschsens(1888)がJoseph Thomas CunninghamによりOrganic Evolution as the Result of the inheritance of Acquired Characters according to the Laws of Organic Growthと翻訳されるまで英語圏の世界では広く知られていなかった。この本は主に同胞でありネオダーウィニアンであるアウグスト・ヴァイスマンに対するネオラマルキアンの論争であった。On Orthogenesisと翻訳された後の著書はより厳密には定向進化のテキストであったが、Organic Evolutionは種形成の複数のメカニズムを維持していた。
モグラ科の動物、特にホシハナモグラに見られるアイマー器官はこの人物にちなむ。彼は1871年にヨーロッパモグラに見られるこれらの器官を記述した。寄生する原生動物の属であるアイメリアもこの人物にちなむ。
Maria Lindenはアイマーの初期の女子学生になった。彼女はアイマーの指導の下で学位を授与され、1895年にカタツムリの殻の進化に関する論文を完成させ、自然科学の博士号を授与された。彼女は1899年までアイマーの助手として働いていた。
アゲハチョウ科の系統学も研究した。Eimer, G. H. T. Die Artbildung und Verwandschaft bei den Schmetterlingen. Eine systematische Darstellung der Abänderungen, Abarten und Arten der Segelfalter-ähnlichen Formen der Gattung Papilio. xii + 243 pp., 4 pls., 23 figs., Gustav Fischer, Jena, 1889は死後の1889年に発表された。
テュービンゲンで死去した。